# Alexander Lake (Alaska)
Der Alexander Lake ist ein See im Matanuska-Susitna Borough in South Central Alaska. In der Sprache der Ureinwohner der Region, der Dena'ina (auch Tanaina genannt), heißt der See Deldida Bena, was übersetzt Baumhörnchensee bedeutet.
Er befindet sich in der Nähe des Cook Inlets, 74 km nördlich des Gebietes Tyonek, Kenai Peninsula Borough. Das Wasser des Sees leert sich in den Alexander Creek (auch Taguntna Creek genannt), der wiederum in den Susitna River fließt, der sich in das Cook Inlet entleert.

## Geschichte
Zum ersten Mal dem United States Geological Survey gemeldet wurde der See 1926, zum ersten Mal kartographiert im Sommer 1935 durch Stephen Reid Capps (1914–2004), der in diesem Jahr Arbeitskollegen seines Vaters beim Kartographieren Alaskas half.
Zwei Flugzeugunfälle fanden direkt auf dem See statt: Am 25. Oktober 1985 versuchte eine für Wasserung umgerüstete Stinson 108-2 auf dem See bei schlechtem Wetter zu landen, was das Flugzeug stark beschädigte. Am 9. März 1989 versuchte eine Cessna 185 auf dem gefrorenen See zu landen, weil der Treibstoff ausgegangen war. Dies misslang und das Flugzeug kam mit Totalschaden in einer Schneewehe zu stehen. Pilot und Fluggast blieben unverletzt.

## Fauna
Die Bezeichnung Baumhörnchensee könnte auf eine hohe Population von Baumhörnchen hinweisen. Am See brüten Trompeterschwäne. Die Population an Rotlachsen, Königslachsen  und Silberlachsen wurde in den 2000er-Jahren fast vollständig von Hechten verdrängt. Die Hechtpopulation im See wurde im Juli 2008 auf 16.000 geschätzt. Es wird vermutet, dass Hechte im See ausgesetzt wurden, die in flachen pflanzenreichen Gewässern mit versumpften Seitenarmen einen idealen Ort vorfinden.

## Flora
Im Jahr 2014 wurde zum ersten Mal eine Wasserpest-Art auf dem See entdeckt. Sie bedeckte damals 20 Acres der Seeoberfläche, was circa 8 Hektar entspricht. Bis 2019 vermehrte sich die Wasserpest so stark, dass 90 Prozent der Seeoberfläche bedeckt war, worauf der See vom Alaska Department of Fish and Game  für die Nutzung gesperrt wurde.